# Luis Mejía
Luis Ricardo „Manotas” Mejía Cajar (ur. 16 marca 1991 w Panamie) – panamski piłkarz z obywatelstwem urugwajskim występujący na pozycji bramkarza. Zawodnik urugwajskiego klubu Nacional.

## Kariera klubowa
Mejía zawodową karierę rozpoczynał w 2007 roku w klubie Tauro FC. W tym samym roku trafił do urugwajskiego Fénixu Montevideo z Primera División Uruguaya. W 2008 roku spadł z zespołem do Segunda división uruguaya, ale po roku wrócił z nim do Primera División Uruguaya. W sezonie 2010/2011 zadebiutował w barwach klubu w tych rozgrywkach. Rozegrał wówczas 13 ligowych spotkań. W styczniu 2011 roku został wypożyczony do francuskiego Toulouse FC.

## Kariera reprezentacyjna
W reprezentacji Panamy Mejía zadebiutował w 2009 roku. Znalazł się kadrze na Złoty Puchar CONCACAF 2013, 2015, 2017, 2019, 2021 i 2023. W 2013 i 2023 zdobył z drużyną srebrny medal, a w 2015 brązowy. Został powołany na Copa América 2024.